# Microsoft Visual C Sharp
Visual C#はマイクロソフトによるC#言語処理系の実装であり、Visual Studioファミリーに含まれるC#専用の統合開発環境 (IDE) である。バージョン2010まではVisual C#単体のExpressエディション製品も存在したが、2012以降はすべてのエディションにおいてVisual Studioに統合されている。

## 概要
C#は.NET Frameworkによる開発を最も効率よく行える言語として、マイクロソフトによって開発された仮想マシンベースの高級言語である。Visual C#は、WindowsでC#による開発を行うための統合開発環境である。なお、C#で記述したコードはコンパイラによって一旦プラットフォームに依存しない中間言語にコンパイルされるため、Windows以外であっても動作環境が存在すればプログラムは動作する。例えば、Xbox 360には.NET Compact Frameworkに相当するランタイムが実装されているため、XNA Game Studioを使用することで、専用の開発キットを持たない一般の開発者がXbox 360で動作するゲームを開発することが可能となっている（マイクロソフトはXNA用の開発言語として、Visual C#を使用することを推奨している）。
なお、マイクロソフト以外によるC#コード実行基盤の例として、クロスプラットフォームな.NET Framework互換実装を提供するオープンソースプロジェクトのMonoが存在する。またMonoに対応したIDEとしてMonoDevelopが存在する。
Visual Studio 2015では、これまで独立して存在したC#コンパイラとVB.NETコンパイラが再設計され、Roslynと呼ばれるコンパイラレイヤーとして構築し直された。Roslynによって制御用APIが提供され、IDEとの統合などが図られている  。

## 開発可能なプロジェクト
Visual C#は多数の開発プロジェクト形式に対応している。Visual C# 2015における主な対応プロジェクトは下記である。
- コンソールアプリケーション
- Windows Formsアプリケーション
- WPFアプリケーション
- Windowsストアアプリ（Windows 8.1/Windows RT 8.1向けもしくはUWPアプリ）
- ASP.NET Webアプリケーション
- Silverlightアプリケーション
- WCFサービスアプリケーション
- Microsoft Officeアドイン
- Azureモバイルサービス
- Android/iOS向けアプリケーション

その他にも、.NET/WinRT対応のクラスライブラリ (DLL) やコンポーネントの開発、および単体テストプロジェクトの生成にも対応している。

## 姉妹言語
Visual Basic .NET (VB.NET)
Visual Basic 6.0 の後継として開発された、.NET Framework対応言語およびその処理系。
C++/CLI
C++を.NET Frameworkに対応させた言語。処理系としてVisual C++が存在する。
F#
.NET Framework対応の関数型言語。処理系としてVisual F#が存在する。
IronPython
インタラクティブシェル機能を持ったスクリプト言語であるPythonの.NET Framworkによる実装。
IronPython 自体は C# で記述されている。
Windows PowerShell
Windows Script Host の後継として開発された .NET Framework 対応のインタラクティブシェル機能を持ったスクリプト言語。